# Deephaven
Deephaven es una ciudad ubicada en el condado de Hennepin en el estado estadounidense de Minnesota. En el Censo de 2010 tenía una población de 3642 habitantes y una densidad poblacional de 580,35 personas por km².

## Geografía
Deephaven se encuentra ubicada en las coordenadas 44°55′46″N 93°31′24″O / 44.92944, -93.52333. Según la Oficina del Censo de los Estados Unidos, Deephaven tiene una superficie total de 6.28 km², de la cual 6.13 km² corresponden a tierra firme y (2.31%) 0.15 km² es agua.

## Demografía
Según el censo de 2010, había 3642 personas residiendo en Deephaven. La densidad de población era de 580,35 hab./km². De los 3642 habitantes, Deephaven estaba compuesto por el 97.56% blancos, el 0.38% eran afroamericanos, el 0.14% eran amerindios, el 0.91% eran asiáticos, el 0% eran isleños del Pacífico, el 0.33% eran de otras razas y el 0.69% pertenecían a dos o más razas. Del total de la población el 1.1% eran hispanos o latinos de cualquier raza.